# Hochfilzen
Hochfilzen är en ort och kommun i distriktet Kitzbühel i förbundslandet Tyrolen i  Österrike. Kommunen har 1 322 invånare (2024).
Här ligger Biathlon Stadium Hochfilzen, som årligen anordnar deltävlingar i skidskyttets världscup.